# 夜明けのタンゴ
『夜明けのタンゴ』（よあけのタンゴ）は、五木寛之原作の小説。またそれを原作としたテレビドラマ。
小説は、1980年2月から5月まで『小説新潮』にて連載された。

## 概要・内容
水原真希は秋川バレエ団のバレリーナで、同団のバレエ教師であり、同団特別公演のプリマドンナにも抜擢された。しかし、父・竜介がかつてのバンド仲間・良平の助言に乗って、タンゴ復興を掲げて本場アルゼンチンの一流バンドを日本に呼ぼうとするも失敗し、多額の借金を背負い、経営するタンゴバー「タンゲーロ」を手放す羽目になってしまう。そんな窮地を抜け出すために、興信所調査員で元ダンス教師の高木章が「タンゴ・コンクールで優勝して500万円の賞金を手にしないか」と出場を持ちかける。その時から真希は、昼はバレエ、夜はタンゴの活動に明け暮れるようになる。そんな苦境に立ちながらもたくましく生きる真希を中心に物語を描いた。

## テレビドラマ
本作を原作としたテレビドラマが1980年（昭和55年）6月3日から同年8月26日にかけてTBS系列の毎週火曜日21:00 - 21:55枠で放送された。全13話。
主演の松坂慶子はこのドラマのため、放送開始の2か月前から東京・新宿の「コマダンス教習所」でタンゴの特訓を受けていたという。
前年に放送された『水中花』で主演の松坂が歌った主題歌「愛の水中花」が大ヒットしたことから、二匹目のドジョウを狙い本作でも松坂が主演と主題歌「夜明けのタンゴ」の歌唱を共に担当することとなった。
ドラマ化にあたって、本作に付けられたキャッチフレーズは「ネオ・シティ・ロマン」。オープニングのタイトルバックで松坂が大胆な裾の割れたドレスを着て登場するシーンは、松坂自身の発案によるものである。

### キャスト
- 水原真希 - 松坂慶子
- 水原竜介（真希の父） - 芦田伸介
- 高木章（興信所調査員） - 細川俊之
- 梅沢久高（秋川バレエ団後援会長） - 中丸忠雄
- 三浦誠 - 鹿賀丈史
- 旗健一 - 高岡健二
- 水原由希 - 熊谷真実
- 泉千草 - 宮下順子
- 藤野良平 - 藤岡琢也
- ロミ・山田
- 沢本洋子（歌手） - 沢たまき
- 梅沢ミカ - 浅野真弓
- 烏森伸子 - 江波杏子
- 木元宏 - 中条静夫
- 松井則子 - 蜷川有紀
- トキエ - 井上夏葉
- 石黒ケイ
- 三條美紀

### スタッフ
- 原作 - 五木寛之
- プロデューサー - 山本和夫
- 脚本
高橋玄洋（第1話 - 第7話）
横光晃（第8話 - 第13話）
- 音楽：小松原まさし
- 演出：山本和夫（全話担当）
- 製作：テレパック、TBS

### 主題歌
松坂慶子・奥田宗宏とブルースカイ・ダンス・オーケストラ「夜明けのタンゴ」（作詞：五木寛之、作曲：小松原まさし）
| TBS系 火曜21時枠 | TBS系 火曜21時枠 | TBS系 火曜21時枠           |
| 前番組           | 番組名           | 次番組                     |
| ---------------- | ---------------- | -------------------------- |
| あゝ野麦峠       | 夜明けのタンゴ   | 一人来い二人来いみんな来い |